# Ugo Baldini
Ugo Baldini (* 1943) ist ein italienischer Wissenschaftshistoriker, der Professor an der Universität Padua ist.
Er wurde bei Paolo Casini an der Universität Rom promoviert (Laurea), mit einer Dissertation über Giovanni Alfonso Borelli. Er unterrichtete danach Geschichte und Philosophie an einem Gymnasium und war gleichzeitig freier Mitarbeiter an der Abteilung Wissenschaftsgeschichte der Universität. 1972 gewann er einen Wettbewerb um eine Professorenstelle am Gymnasium und war aufgrund eines weiteren Wettbewerbs 1987 bis 1997 Professor (Professore Associato) für Wissenschaftsgeschichte an der Universität Chieti. Seit 1997 ist er Professor für Neuere Geschichte an der Universität Padua.
Er befasst sich insbesondere mit dem Verhältnis der Katholischen Kirche und der Jesuiten zu den Wissenschaften in der frühen Neuzeit (15. bis 18. Jahrhundert) und der Entwicklung der Bildungseinrichtungen in dieser Zeit. Hier profitierte er von der Öffnung der Inquisitionsarchive unter dem Papst Johannes Paul II. 1998 und dem damals dafür zuständigen Kardinal Ratzinger.
Neben Borelli befasste er sich unter anderem mit Ruger Boskovic, Christophorus Clavius, Robert Bellarmin, Luca Valerio und die Archimedes-Studien in Italien, Gerolamo Cardano und der Inquisition und dem Fall Galilei.

## Schriften
- Herausgeber mit Leen Spruit: Catholic Church and modern science: documents from the archives of the Roman congregations of the Holy Office and the Index, Vatikan, 2009, 4 Bände
- mit Mordechai Feingold, Victor Navarro-Brotons (Herausgeber): Universities and Science in the early modern period, Dordrecht, Kluwer 2006 (darin von Baldini: The sciences at the university of Rome in the 18th century, S. 201–230)
- Herausgeber mit Gian Paolo Brizzi: Presenza in Italia dei gesuiti iberici espulsi: aspetti religiosi, politici, culturali, 2010
- Die Philosophie an den Universitäten und Die Philosophie und die Wissenschaften im Jesuitenorden, in: Jean-Pierre Schobinger (Herausgeber) Grundriss der Geschichte der Philosophie. Die Philosophie des 17. Jahrhunderts. Band 1. Allgemeine Themen. Iberische Halbinsel. Italien, zweiter Halbband, Basel, Schwabe & Co., 1998, S. 621–668, 669–769
- Die Römischen Kongregationen der Inquisition und des Index und der Naturwissenschaftlichen Fortschritt im 16. bis 18. Jahrhundert: Anmerkungen zur Chronologie und zur Logik ihres Verhältnisses, in H. Wolf (Hrsg.), Inquisition, Index, Zensur. Wissenskulturen der Neuzeit im Widerstreit, Paderborn 2001, S. 229–278
- The Academy of Mathematics of the Collegio Romano from 1553 to 1612, in M. Feingold (Herausgeber), Jesuit science and the Republic of letters, Cambridge Mass. 2002, S. 47–98.
- L’Inquisizione romana e le scienze: etica, ideologia, storia, in A. Borromeo (Herausgeber) Comitato del Grande Giubileo dell’anno 2000. Commissione teologico-storica. L’Inquisizione. Atti del Simposio internazionale Città del Vaticano, 29-31 ottobre 1998, Città del Vaticano 2003, S. 661–707
- Saggi sulla cultura della Compagnia di Gesù (secoli XVI-XVIII), Padua, CLEUP 2000
- Herausgeber: Christoph Clavius e l'attività dei Gesuiti nell'età di Galileo: atti del convegno internazionale, Chieti 28-30 aprile 1993, Rom 1995

1992 gab er mit Pier Daniele Napolitani den Briefwechsel von Clavius heraus (7 Bände, Clavius, Christoph; Baldini, Ugo; Napolitani, Pier Daniele (eds.), Corrispondenza, 1992 (1,15 GB))